# Rose Garden (restaurang)
Rosegarden, stiliserat RoseGarden, är en svensk snabbmatskedja för asiatisk mat som grundades i början av 2000-talet. Rosegarden har sitt ursprung i småländska Värnamo.
Rosegarden har ett femtontal restauranger i Sverige.